# Макс Барських
Макс Ба́рських (справжнє ім'я Микола Микола́йович Бо́ртник; нар. 8 березня 1990, Херсон) — український співак та композитор.

## Життєпис
Народився 8 березня 1990 в Херсоні, після школи переїхав до Києва, де вступив до Київської муніципальної академії естрадного та циркового мистецтва (спеціалізація — естрадний вокал).
2 квітня 2022 року Микола повідомив, що вступив резервістом до ЗСУ під час російського вторгнення в Україну.

## Музична кар'єра
Дебют як співака та композитора відбувся у 2008 році, коли Микола став учасником шоу «Фабрика зірок 2». Протягом двох років, після закінчення проєкту, артист випустив дебютний альбом «1: Max Barskih», зняв шість кліпів, і знявся у фільмі з Ларою Фабіан.
На початку 2010 року взяв участь у проєкті «Фабрика. Суперфінал».
У 2010 році визнаний найкращим українським артистом за версією MTV Europe Music Awards.
У травні 2010 року спробував себе як актора. Пройшов проби в музичний фільм «Мадемуазель Живаго» за участі Лари Фабіан та Ігоря Крутого. В одній із 12 новел картини співак виконує головну чоловічу роль — російського солдата, закоханого в прекрасну француженку, яку грає Лара Фабіан.
У 2011 році презентував перший в СНД кліп у форматі 3D на пісню «Lost In Love | Теряю тебя». Режисером відео виступив продюсер артиста — кліпмейкер Алан Бадоєв. Ця пісня стала хітом в Росії, очоливши «ЄвроХім ТОП-40» радіостанції Європа Плюс. 3 липня в Інтернеті відбулася прем'єра його нового синглу «Atoms | Глаза-убийцы». 31 липня співак виступив на Поклонній горі в Москві на «EUROPA PLUS LIVE», де його назвали відкриттям опен-ейру.
9 серпня визнаний «Співаком року» на церемонії вручення щорічної премії «Кришталевий мікрофон» (рос. «Хрустальный микрофон»). 16 серпня відбулася прем'єра кліпу на пісню «Глаза-убийцы», зйомки якого проходили в Москві.
У 2012 році презентував найдорожчий в Україні хоррор-мюзикл під назвою «Z.Dance», який складається з трьох частин.
У 2013 році виходять перші 4 частини відеоальбому «По Фрейду». Слід зазначити, що четвертою історією з цього відеоальбому є відео на першу українську пісню Макса «Небо». Цього року Макс набрав до себе команду музикантів, з якими відправився в тур містами України.
14 лютого 2014 року виходить новий альбом Макса Барських «По Фрейду».
30 травня 2018 року під час виступу в Москві в палаці спорту «Мегаспорт», коли йому треба було співати пісню «Февраль», він розповів про втрату батька в лютому того ж року. На пам'ять про батька він заспівав українською мовою.

## Дискографія
- 2009: 1:Max Barskih
- 2012: Z.Dance
- 2013: По Фрейду
- 2016: Туманы
- 2019: 7
- 2020: 1990
- 2023: Зорепад

### Сингли
- 2010 — Сердце бьётся (із Світланою Лободою) (рос.)
- 2010 — Студент (рос.)
- 2011 — Теряю тебя (рос.) (англ.)
- 2011 — Белый ворон (рос.)
- 2011 — Глаза-убийцы (рос.) (англ.)
- 2013 — Небо (укр.)
- 2015 — Хочу танцевать (рос.)
- 2015 — Подруга ночь (рос.)
- 2016 — Давай займемся любовью (рос.)
- 2017 — Туманы (рос.)
- 2018 — Сделай громче (рос.)
- 2019 — Неслучайно (рос.)
- 2019 — Лей, не жалей (рос.)
- 2020 — Silence (англ.)
- 2021 — Bestseller (із Zivert)(рос.)(англ.)
- 2022 — Буде весна
- 2022 — Don't Fuck with Ukraine[13]
- 2022 — Чекай мене[14]
- 2023 — Знайти себе
- 2023 — Тумани (UA)[15]
- 2023 — Ритми (із DOROFEEVA)[16]
- 2023 - Береги
- 2023 — Зорепад
- 2023 — Rich (англ.)
- 2024 — Slay (англ.)
- 2024 — В твоїх очах
- 2024 — Замало
- 2024 — Я вже не ти
- 2024 — Так ніхто не кохав (із Артемом Пивоваровим)
- 2025 — Stomach Butterflies (англ.)
- 2025 — Someone New (англ.)
- 2025 — MINE (англ.)

## Нагороди
- 2019 — музична премія Top Hit Music Awards, перемога у номінації «Відеокліп року (чоловічий вокал) YouTube Ukraine» за відеокліп на пісню «Берега»
- 2019 — музична премія Top Hit Music Awards, спеціальна нагорода «Пісня-рекордсмен» («Лей, не жалей»)
- 2021 — музична премія Top Hit Music Awards, перемога у номінації «Відеокліп року (змішаний вокал) YouTube Ukraine» за відеокліп на пісню «Bestseller» (feat. Zivert)